# Loaded (revue)
Loaded est un magazine de mode de vie masculin en ligne. Il a été lancé en version papier en 1994, puis sous la forme d'un magazine numérique à partir du 11 novembre 2015. Le contenu a aussi changé, les femmes semi-habillées étant désormais absentes. 
Le siège de publication du magazine est basé à Londres.  